# Imperador inca

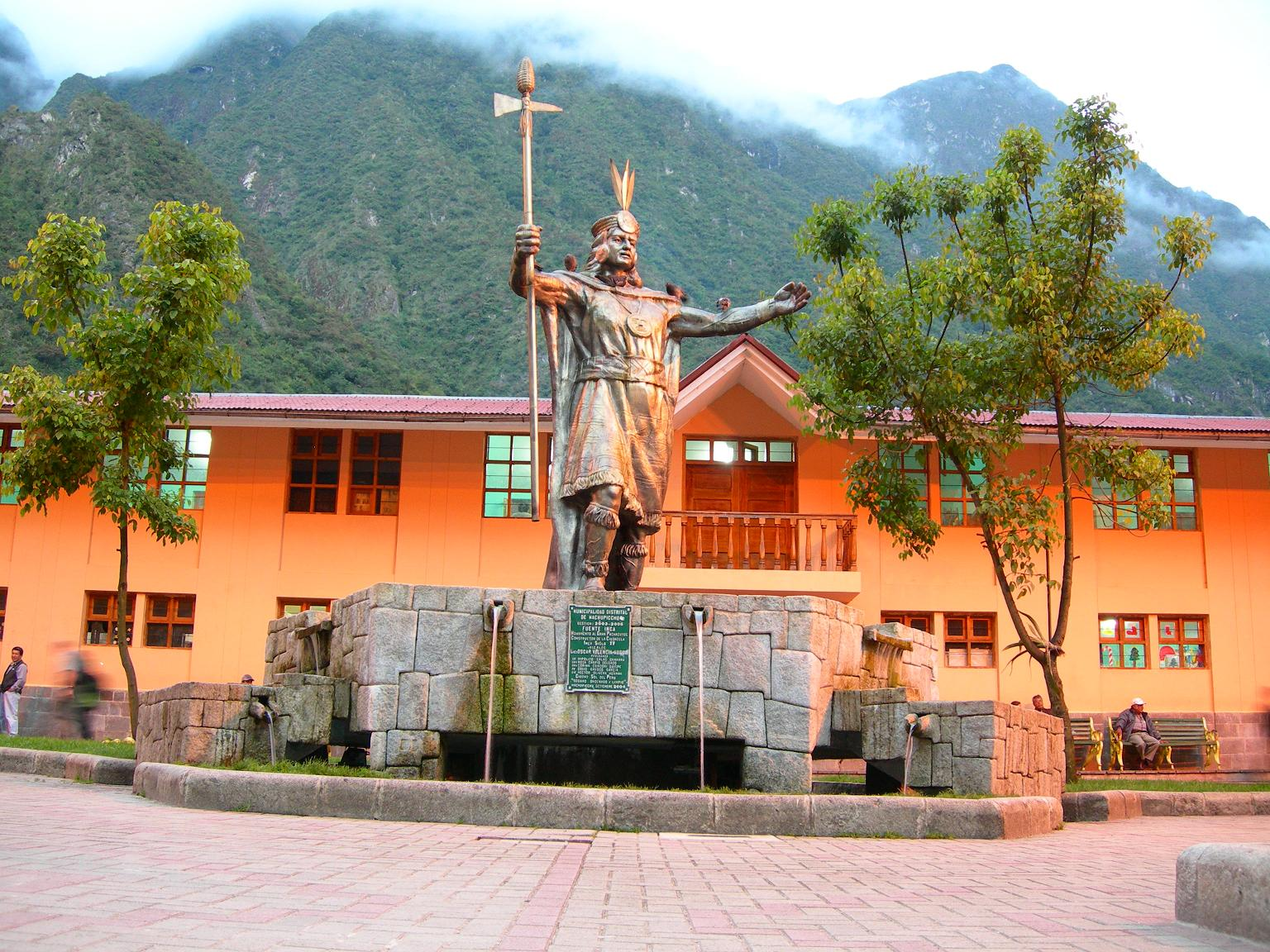
O imperador Pachacuti.

Imperador inca (em quéchua inka Qhapaq ou "governante dos incas") também denominado Sapa Inca, foi o título dos governantes do Império Inca. É costume referir-se também a eles apenas como o Inca.
Uma das qualidades mais notáveis do Império Incaico era seu governo altamente organizado, centralizado em Cuzco, a capital, onde o imperador vivia.
O imperador inca, o "filho do Sol", era visto como um deus. Tinha poderes absolutos sobre toda a sociedade (inclusive nobres e sacerdotes). Era cercado por milhares de servidores, que viviam dos tributos pagos pela população.

## Lista dos Sapa Inca
- Manco Capac
- Sinchi Roca
- Lloque Yupanqui
- Maita Capac
- Cápac Yupanqui
- Inca Roca
- Yáhuar Huácac
- Viracocha Inca
- Pachacuti
- Túpac Yupanqui
- Huayna Capac
- Huáscar
- Atahualpa